# Esgrima als Jocs Olímpics d'estiu de 2004

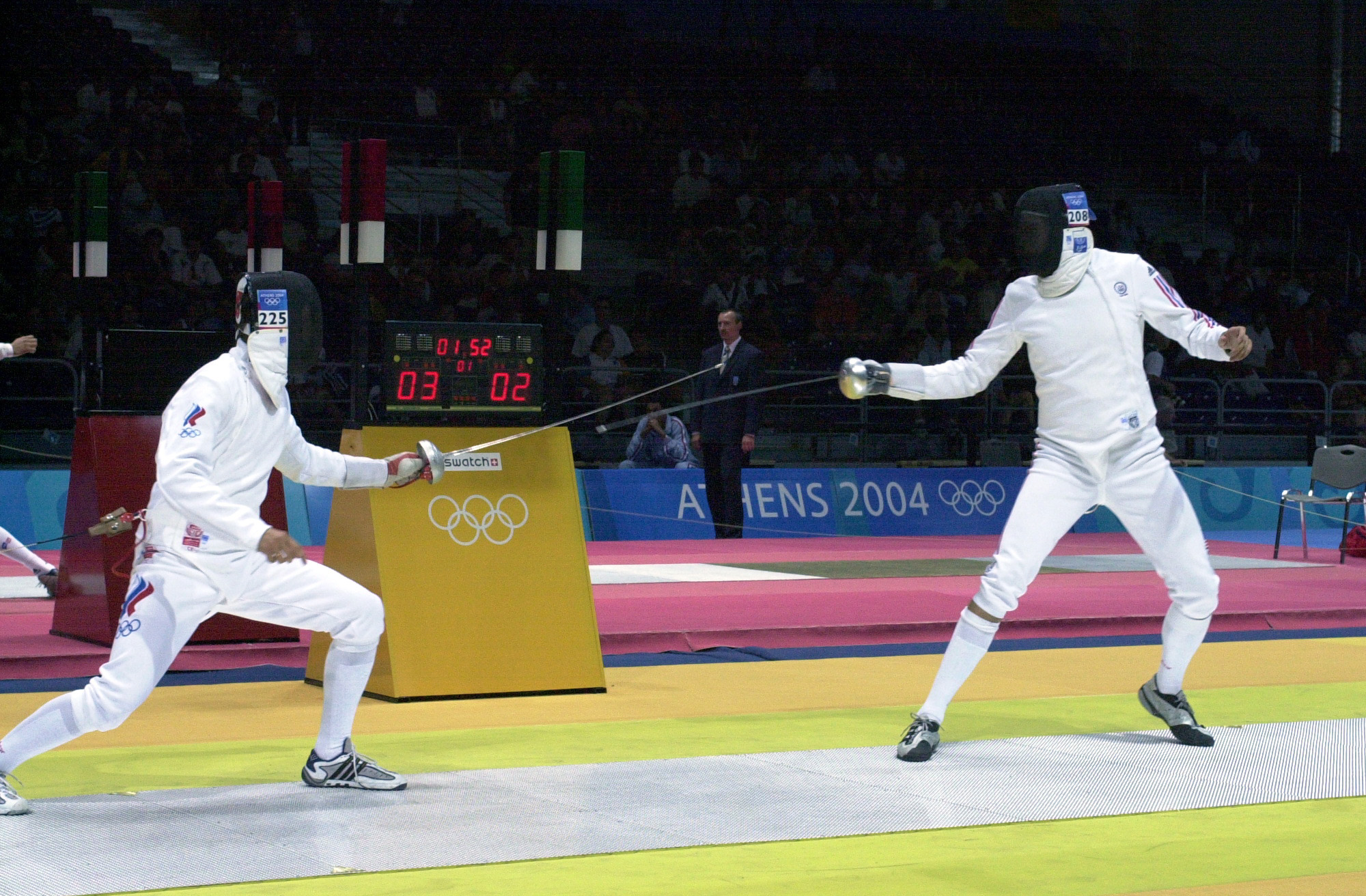
El rus Ivan Tourchine i el nord-americà Weston Kelsey en un assalt d'espasa als Jocs Olímpics d'Atenes.

Als Jocs Olímpics d'Estiu de 2004 celebrats a la ciutat d'Atenes (Grècia) es disputaren 10 proves d'esgrima, sis d'elles en categoria masculina i quatre en categoria femenina al Centre Olímpic d'Esgrima.
Participaren 223 esgrimistes, 129 homes i 94 dones, de 42 comitès nacionals diferents. En aquesta edició s'eliminà la prova de floret per equips en categoria femenina i s'introduí al seu lloc la prova individual femenina de sabre. Per primera vegada s'utilitzà la màscara protectora feta de lexan.

## Resum de medalles

### Categoria masculina
| Prova                     | Or                                                                 | Argent                                                             | Bronze                                                                               |
| Floret individual Detalls | Brice Guyart                                                       | Salvatore Sanzo                                                    | Andrea Cassarà                                                                       |
| Floret per equips Detalls | ItàliaAndrea Cassarà · Salvatore Sanzo · Simone Vanni              | R.P. de la XinaDong Zhaozhi · Wang Haibin · Wu Hanxiong · Ye Chong | RússiaRenal Ganeev · Youri Moltchan · Rouslan Nassiboulline · Viatcheslav Pozdniakov |
| Espasa individual Detalls | Marcel Fischer                                                     | Wang Lei                                                           | Pàvel Kolobkov                                                                       |
| Espasa per equips Detalls | FrançaFabrice Jeannet · Jerome Jeannet · Hugues Obry · Érik Boisse | HongriaGábor Boczkó · Krisztián Kulcsár · Iván Kovács · Géza Imre  | AlemanyaSven Schmid · Jörg Fiedler · Daniel Strigel                                  |
| Sabre individual Detalls  | Aldo Montano                                                       | Zsolt Nemcsik                                                      | Vladislav Tretiak                                                                    |
| Sabre per equips Detalls  | FrançaJulien Pillet · Damien Touya · Gael Touya                    | ItàliaAldo Montano · Gianpiero Pastore · Luigi Tarantino           | RússiaSerguei Charikov · Alexei Diatchenko · Stanislav Pozdniakov · Alexei Yakimenko |

### Categoria femenina
| Prova                     | Or                                                                           | Argent                                                    | Bronze                                                                          |
| Floret individual Detalls | Valentina Vezzali                                                            | Giovanna Trillini                                         | Sylwia Gruchała                                                                 |
| Espasa individual Detalls | Tímea Nagy                                                                   | Laura Flessel-Colovic                                     | Maureen Nisima                                                                  |
| Espasa per equips Detalls | RússiaKarina Aznavourian · Oxana Ermakova · Tatiana Logounova · Anna Sivkova | AlemanyaClaudia Bokel · Imke Duplitzer · Britta Heidemann | FrançaSarah Daninthe · Laura Flessel-Colovic · Hajnalka Kiraly · Maureen Nisima |
| Sabre individual Detalls  | Mariel Zagunis                                                               | Tan Xue                                                   | Sada Jacobson                                                                   |

## Medaller
| Posició | País            | Or | Argent | Bronze | Total |
| 1       | Itàlia          | 3  | 3      | 1      | 7     |
| 2       | França          | 3  | 1      | 2      | 6     |
| 3       | Hongria         | 1  | 2      | 0      | 3     |
| 4       | Rússia          | 1  | 0      | 3      | 4     |
| 5       | Estats Units    | 1  | 0      | 1      | 2     |
| 6       | Suïssa          | 1  | 0      | 0      | 1     |
| 7       | R.P. de la Xina | 0  | 3      | 0      | 3     |
| 8       | Alemanya        | 0  | 1      | 1      | 2     |
| 9       | Polònia         | 0  | 0      | 1      | 1     |
| 9       | Ucraïna         | 0  | 0      | 1      | 1     |